# Elisapie Isaac
Pour les articles homonymes, voir Isaac (homonymie).
Elisapie Isaac, dite Elisapie (syllabaire inuktitut : ᐃᓕᓴᐱ), est une auteure-compositrice-interprète et réalisatrice inuk canadienne, née en 1977 à Salluit.

## Biographie

### Jeunesse et formation
Née d'une mère inuk et d'un père terre-neuvien, Elisapie Isaac passe son enfance à Salluit, au Nunavik. Elle se considère comme une Hudson's babies (bébés de La Baie d'Hudson), son père était employé dans un poste de La Baie d'Hudson lorsqu'il rencontre sa mère et ne rencontra la première fois Elisapie alors âgée de 12 ans. Elisapie restera en contact avec son père jusqu'à son décès en 2002.
Elle souhaite devenir journaliste et se rend à Montréal en 1999 afin de poursuivre des études de communication,.

### Carrière

#### Musique
Elisapie Isaac fonde le duo Taima avec Alain Auger. Leur premier album est édité en 2004. Le prix Juno du « meilleur album autochtone » leur est attribué l'année suivante. Isaac écrit les paroles des titres composés par Bruno Coulais pour le film La Planète blanche, sorti en 2006.
En 2009, Isaac réalise un 1er album solo, intitulé There Will Be Stars, sur lequel elle chante en inuktitut et en anglais. Il comporte également un titre en français, Moi, Elsie, écrit par Richard Desjardins et composé par Pierre Lapointe,. Le disque est réalisé par Éloi Painchaud. En 2012 sort Travelling Love, un album plus pop, inspiré par la musique des années 1970. Il est enregistré avec Manuel Gasse et Gabriel Gratton, les musiciens qui l'accompagnent sur scène, et le guitariste Brad Barr. Le disque est réalisé par Éloi Painchaud et François Lafontaine,. Elisapie Isaac, qui a travaillé les paroles de l'album avec Jim Corcoran, chante principalement en anglais. Le quatrième album, The Ballad of the Runaway Girl, sort en 2018. C'est un album folk, en langues inuktitut, anglaise et française. Il comprend quelques reprises dont des chansons d'un de ses oncles inuit.

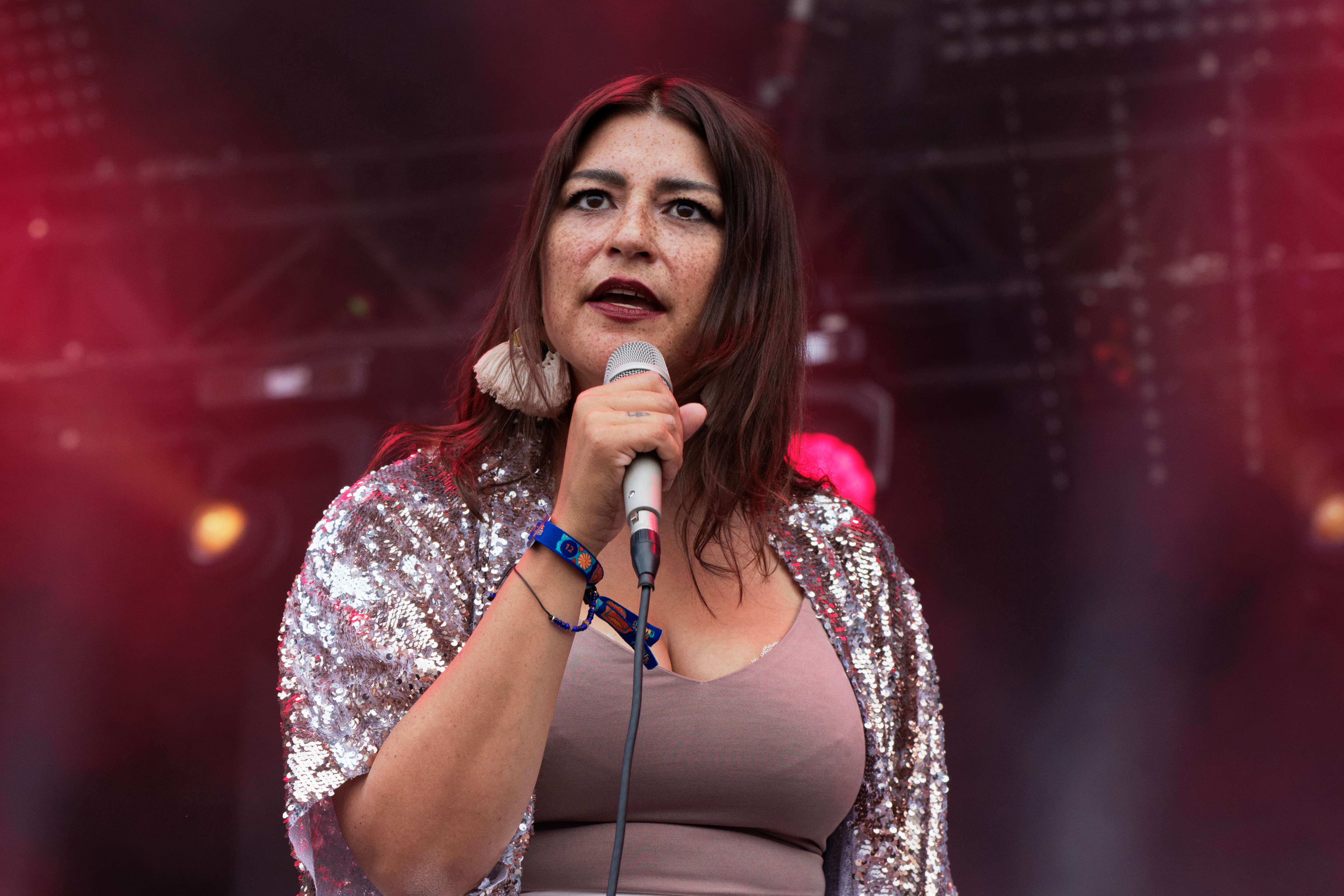
Elisapie Isaac au festival des Vieilles Charrues 2019.

En septembre 2019, elle offre la chanson Nous avons marché à tous les enfants du Québec et de la francophonie, dans le cadre des Journées de la culture et d'Une chanson à l'école.
En 2021, cette artiste a publié un documentaire intitulé Elisapie : faire face à la musique.
En 2023, Elisapie reprend la chanson Heart of Glass du groupe américain Blondie en langue inuktitut sous le nom Uummati Attanarsimat. La chanson est accompagnée d'un vidéoclip signé Philippe Léonard qui est un montage d'archives du grand nord du Québec. la même année, elle reprend la chanson The Unforgiven de Metallica.
Elle vient de terminer un nouvel album intitulé Inuktitut sur lequel elle reprend des chansons connues qu'elle chante dans sa langue, on y entend des succès de Pink Floyd, Led Zeppelin, Fleetwood Mac, Metallica, Queen et d'autres encore.
« Je trouve que la musique a ce pouvoir-là incroyable de connecter les gens, et je trouvais ça beau de pouvoir rendre hommage à ces amis. » — Elisapie Isaac
L'album est lancé le 15 septembre 2023.
En 2024, elle prend la chanson If It Makes You Happy de Sheryl Crow sous le nom Quviasukkuvit. Cette chanson n'est pas incluse dans l'album Inuktitut.

#### Réalisation
Elisapie Isaac réalise le film documentaire Si le temps le permet, tourné à Kangiqsujuaq et sorti en 2003. Il remporte notamment le prix Rigoberta Menchu dans la catégorie « communauté » lors du festival Présence autochtone,.

## Vie privée
Elisapie et le comédien Patrice Robitaille se sont fréquentés de 2003 à 2011. Ils se sont séparés après huit ans d'union. En 2006, ils sont devenus les parents d'une fillette appelée Lili-Alacie.
Elisapie est aussi maman de deux garçons nés en février 2014 et en avril 2018 dont le père ne fait pas partie du monde artistique. Le couple préfère rester discret à ce sujet.

## Prix et nominations

### Gala de l'ADISQ

#### artistique
| Année | Catégorie                                                                        | Pour                           | Résultat   |
| ----- | -------------------------------------------------------------------------------- | ------------------------------ | ---------- |
| 2004  | artiste québécois s'étant le plus illustré dans une autre langue que le français | Taima                          | nomination |
| 2010  | artiste québécois de l'année - interprétation autres langues                     | Elisapie                       | nomination |
| 2013  | album de l'année - anglophone                                                    | Travelling love                | lauréat    |
| 2019  | album de l'année - autres langues                                                | The ballad of the runaway girl | lauréat    |
| 2019  | artiste autochtone de l'année                                                    | Elisapie                       | nomination |
| 2019  | artiste de l'année ayant le plus rayonné hors Québec                             | Elisapie                       | nomination |
| 2020  | artiste autochtone de l'année                                                    | Elisapie                       | lauréat    |
| 2020  | artiste de l'année ayant le plus rayonné hors Québec                             | Elisapie                       | nomination |
| 2020  | spectacle de l'année - autres langues                                            | The ballad of the runaway girl | lauréat    |
| 2024  | album de l'année - réinterprétation                                              | Inuktitut                      | lauréat    |
| 2024  | artiste autochtone de l'année                                                    | Elisapie                       | lauréat    |
| 2024  | artiste de l'année - rayonnement international                                   | Elisapie                       | nomination |

#### industriel
| Année | Catégorie                         | Pour                                                             | Résultat   |
| ----- | --------------------------------- | ---------------------------------------------------------------- | ---------- |
| 2019  | arrangement de l'année            | Nicolas Basque, Elisapie, Paul Evans, Joe Grass et Robbie Kuster | nomination |
| 2019  | réalisateur de disque de l'année  | Elisapie, Paul Evans et Joe Grass                                | lauréat    |
| 2024  | arrangement de l'année            | Elisapie et Joe Grass                                            | lauréat    |
| 2024  | pochette d'album de l'année       | Bonsound et Elisapie                                             | lauréat    |
| 2024  | prise de son et mixage de l'année | Elisapie, Noah Georgeson, Pierre Girard et Joe Grass             | lauréat    |
| 2024  | réalisation d'album de l'année    | Elisapie et Joe Grass                                            | lauréat    |

### Prix Juno
| Année | Catégorie                                            | Pour                           | Résultat   |
| ----- | ---------------------------------------------------- | ------------------------------ | ---------- |
| 2005  | enregistrement aborigène de l'année                  | Taima                          | nomination |
| 2013  | artiste émergeant de l'année                         | Elisapie                       | nomination |
| 2019  | album de musique autochtone de l'année               | The ballad of the runaway girl | nomination |
| 2024  | artiste ou groupe autochtone contemporain de l'année | Elisapie pour Inuktiut         | lauréat    |
| 2025  | album de l'année                                     | Inuktitut                      | nomination |
| 2025  | album adulte alternatif de l'année                   | Inuktitut                      | lauréat    |

### Autres distinctions
- 2021 : Compagne de l'Ordre des arts et des lettres du Québec[28]
- 2024 : Timbre de Postes Canada[29]

## Littérature
« 2091 », nouvelle dans Michel Jean (dir.), Wapke, Montréal, Stanké, 2021 p. 9-19.  (ISBN 9782760412798 et 2760412792)